# 일본국 헌법 제26조
일본국 헌법 제26조(일본어: 日本国憲法第26条)은 일본국 헌법 제3장 "국민의 권리와 의무"의 조문 중 하나이다. 교육을 받을 권리 및 의무 교육에 대해 규정하고 있다.

## 조문
일본국 헌법 제26조
① 모든 국민은 법률이 정하는 바에 의하여 그 능력에 따라 평등히 교육을 받을 권리를 가진다.
② 모든 국민은 법률이 정하는 바에 의하여 그 보호하는 자녀에게 보통 교육을 받게 할 의무를 진다. 의무 교육은 이를 무상으로 한다.

## 해설
본 조는 국민의 교육에 관한 권리를 규정하고 있다. 제1항에서는 이른바 '교육을 받을 권리'를 보장하고, 제2항에서는 보통의 교육 및 무상 의무 교육을 보장하고 있다. 여기서 제2항은 '교육을 받게 할 의무'라고 불리며 '국민의 3대 의무' 중 하나로 여겨진다.
교육권이라는 개념을 시민 자유의 측면에서 보면 '학습권'과 연결되며, 또 국가는 국민의 올바른 교육을 위해 합리적인 교육 제도와 시설을 마련하여 모든 국민이 동등한 교육의 혜택을 누릴 수 있게 한다는 '사회권'과도 연결된다고 볼 수 있다.
교육권의 핵심은 '자녀의 학습권 보장'이다. 이를 위해 모든 국민은 '1명의 사람으로서, 또 1명의 시민으로서 성장, 발육, 인격 완성을 실현하기 위하여 필요한 학습을 할 권리를 가진다'는 것이 본 조의 골자이다. 특히 스스로 학습할 수 없는 어린이에게는 그 학습 욕구를 충족시키기 위한 교육을 자신에게 실시해 줄 것을 성인에게 요구할 권리가 보장되며, 이는 보호자 또는 양육자로서의 기본 의무라고 할 수 있다.
또 본 조는 국가가 모든 국민에게 무상 보통교육을 받을 기회를 제공해야 한다는 것을 헌법상의 규정으로 의무화하고 있다. 다만 의무 교육의 대상이 되는 내용과 그 기간에 대해서는 규정되어 있지 않고 '보통 교육을 받게 할 의무'라는 추상적인 개념만 나타나 있으며, 자세한 것은 법률의 규정에 맡기고 있다. 또 제2항에서는 무상 의무 교육을 규정하고 있기 때문에 법률에 규정된 의무 교육 기간에는 모든 의무 교육을 무상으로 실시하고 있다. 여기서 '무상'의 의미는 교육의 대가인 '수업료'를 무상으로 한다는 것에 한정되는 것으로, 학교 수업에 필요한 교과서 구매 비용 등을 학부모가 부담하는 것은 본 헌법 제26조 규정에 위반되지 않는다는 것이 최고재판소의 판단이다.
'보통 교육'이란 단순히 학습 내용의 동등함에 그치는 것이 아니라, 학생 모두가 교육기관에서 안전하고 적절한 교육을 받아야 한다는 의미도 포함하고 있다. 다만 이는 추상적인 개념이고 보통 교육을 위해 어떤 교육 제도와 시설을 운용할지는 법률의 규정에 맡기고 있으므로, 구체적인 것은 국회의 입법 재량에 속한다.
제1항에서 '능력에 따라 평등히'라고 규정한 것은 헌법 제14조의 '법 앞의 평등'의 교육적인 측면을 확인하는 규정에 그치지 않고, 개인의 능력과 적성의 차이에 따른 맞춤 교육을 가능하게 하는 근거로서 의미를 가진다.